# Maria Cunitz
Maria Cunitz (1610 - 22 de agosto de 1664) fue una astronóma, matemática y astrológa. Es la autora del libro Urania propitia, donde además de proporcionar nuevas efemérides planetarias, presenta una versión más simple de la Segunda Ley de Kepler. Fue conocida como la "Palas de Silesia" y comparada con Hipatia de Alejandría por J.B. Delambre debido sus aportaciones culturales.

## Vida personal
Maria Cunitz nació en Silesia (actualmente Polonia), en 1610. Fue la última hija del matrimonio de Heinrich Cunitz, médico de Schweidnitz (Świdnica), y Maria Scholtz, hija del científico alemán Anton Scholtz. En su niñez fue educada por varios tutores, con los que aprendió matemáticas, medicina, historia y conocimientos artísticos. Además, Maria hablaba hebreo, griego, latín, alemán, polaco, italiano y francés.
Contrajo matrimonio en 1623 con el abogado David von Gerstmann, que falleció en 1626. En 1630 se casó con el médico, matemático y astronómo Elias von Löwen, uno de sus tutores, que la animó a estudiar astronomía. El matrimonio tuvo tres hijos, Elias Theodor, Anton Heinrich y Franz Ludwig. Durante la Guerra de los Treinta Años, el matrimonio se refugió en el convento cisterniense de Ołobok, próximo a Kalisz. Al acabar la guerra, la pareja retornó a su hogar en Pitschen. En 1650 publicó utilizando fondos propios el libro Urania propitia, en alemán y latín, y lo dedicó al Emperador Fernando III. El 25 de mayo de 1656 un incendio arrasó Pirschen, destruyendo su casa, y con ella muchos de sus instrumentos astronómicos, así como libros, cartas y archivos de observaciones astronómicas. Enviudó nuevamente en 1661, y falleció en Byczyna el 22 de agosto de 1664.

## Urania propitia

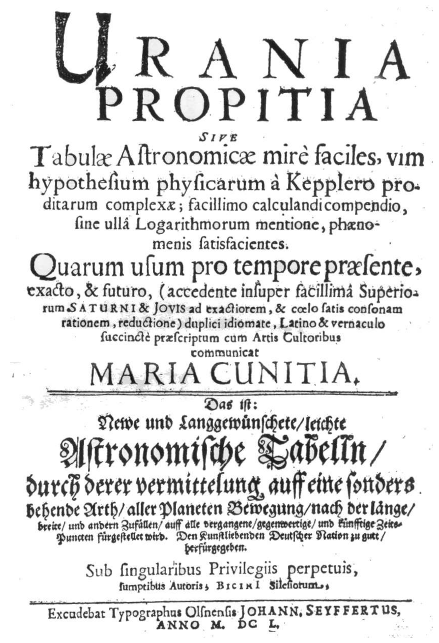
Portada de Urania propitia

La publicación del libro Urania propitia en 1650 le valió una gran reputación en la época a lo largo de toda Europa. Su esposo Elias von Löwen escribió un prefacio para disipar cualquier rumor acerca de la autoría de la obra, así como señal de apoyo hacia su esposa. Urania propitia  fue escrito en latín y alemán para permitir una mayor difusión, y brindaba una simplificación en los cálculos de las Tablas rudolfinas publicadas por Johannes Kepler en 1627, corrigiendo varios errores matemáticos en las mismas. Además de nuevas tablas planetarias, Urania proporcionaba una solución más elegante para el Problema de Kepler, resolviendo la posición de un planeta en su órbita en función del tiempo. Actualmente, esta obra ha sido acreditada por su contribución al desarrollo del lenguaje científico alemán.
La publicación de Urania fue muy bien recibida en el ambiente científico europeo, y le permitió al matrimonio mantener correspondencia con varios destacados astrónomos de la época, como Johannes Hevelius e Ismaël Bullialdus.
En 2016 existían nueve copias físicas del libro original. Algunos de estos libros pueden ser encontradas en el Observatorio de París, la Universidad de la Florida, la Universidad de Oklahoma y la Universidad de Indiana Bloomington. 

## Reconocimientos
- El cráter Cunitz en Venus, así como el asteroide (12624) Mariacunitia fueron nombrados en su honor.